# ماكس غيل
ماكس غيل (بالإنجليزية: Max Gail)‏ مواليد 5 أبريل 1943 في ديترويت، هو ممثل أمريكي بدأ مسيرته الفنية سنة 1970.

## الأعمال
- ديكستر
- سايك
- 42
- ماد من
- لونغماير
- هاواي فايف أو

## روابط خارجية
- ماكس غيل على موقع IMDb (الإنجليزية)
- ماكس غيل على موقع ألو سيني (الفرنسية)
- ماكس غيل على موقع أول موفي (الإنجليزية)
- ماكس غيل على موقع قاعدة بيانات برودواي على الإنترنت (الإنجليزية)
- ماكس غيل على موقع قاعدة بيانات الأفلام السويدية (السويدية)
- ماكس غيل على موقع إن إن دي بي (الإنجليزية)
- ماكس غيل على موقع قاعدة بيانات الفيلم (الإنجليزية)
- ماكس غيل على موقع كينوبويسك (الروسية)